# Anatole Milandou
Anatole Milandou (ur. 18 marca 1946 w Nsamouna) – kongijski duchowny katolicki, arcybiskup Brazzaville w latach 2001–2021.

## Życiorys
Święcenia kapłańskie przyjął 23 czerwca 1974 z rąk kardynała Emila Biayendy.

## Episkopat
822 lipca 1983 został mianowany biskupem pomocniczym archidiecezji Brazzaville oraz biskupem tytularnym Capry. Sakry biskupiej udzielił mu 28 sierpnia 1983 – kard. Roger Etchegaray.
3 października 1987 został biskupem diecezji Kinkala.
23 stycznia 2001 został mianowany przez Jana Pawła II ordynariuszem archidiecezji Brazzaville.
21 listopada 2021 papież Franciszek przyjął jego rezygnację z pełnionej funkcji.